# Vasco Dugini
Vasco Dugini (Prato, 17 luglio 1941) è un ex calciatore italiano, di ruolo centrocampista.

## Carriera
Inizia la carriera trascorrendo la stagione 1960-1961 in Serie D al Rosignano Solvay, con cui gioca 8 partite di campionato; nella stagione 1961-1962 gioca invece 2 partite nel campionato di Serie C con la maglia dell'Anconitana. Si trasferisce quindi al Lecce, con cui nella Serie C 1962-1963 mette a segno le sue prime reti in carriera tra i professionisti, realizzando 4 gol in 13 incontri disputati nel campionato di terza serie. Gioca in Salento anche dal 1963 al 1965 ma con il Nardò, con cui totalizza complessivamente 10 reti in 63 presenze in Serie D vincendo anche la Serie D 1964-1965: dopo questo successo lascia il club pugliese e si trasferisce nelle Marche alla Maceratese, dove trascorre un biennio da protagonista in Serie C, visto che oltre a segnare 19 reti in 64 presenze sfiora anche la promozione in Serie B grazie al secondo posto in classifica nella Serie C 1966-1967.
Nell'estate del 1967 va comunque a giocare nella serie cadetta, grazie ad un trasferimento al Perugia, dove rimane per due anni consecutivi mettendo a segno 13 reti in 63 presenze in Serie B; gioca nella medesima categoria anche dal 1969 al 1971 ma con la maglia del Cesena: con il club romagnolo realizza 2 reti in 46 incontri di campionato disputati, arrivando così ad un bilancio totale in carriera di 109 presenze e 15 reti in Serie B. Si ritira infine nel 1972, dopo un'ultima stagione trascorsa in Serie C al Prato, club della sua città natale.

## Palmarès

### Club

#### Competizioni nazionali
- Serie D: 1

Nardò: 1964-1965 (girone E)